# 사미 블러드
사미 블러드(Sameblod , Sami Blood)는 덴마크에서 제작된 아만다 커넬 감독의 2016년 드라마 영화이다. 한나 알스트룀 등이 주연으로 출연하였다.
이 영화의 배경은 1930년대 스웨덴이다. 이 영화는 제73회 베니스 영화제의 베니스 데이스 부문에서 초연되었다.

## 출연

### 주연
- 한나 알스트룀

### 조연
- 앤더스 버그
- 말린 크레핀
- 마리카 린드스톰
- 올레 사리